# Міст Золота Брама

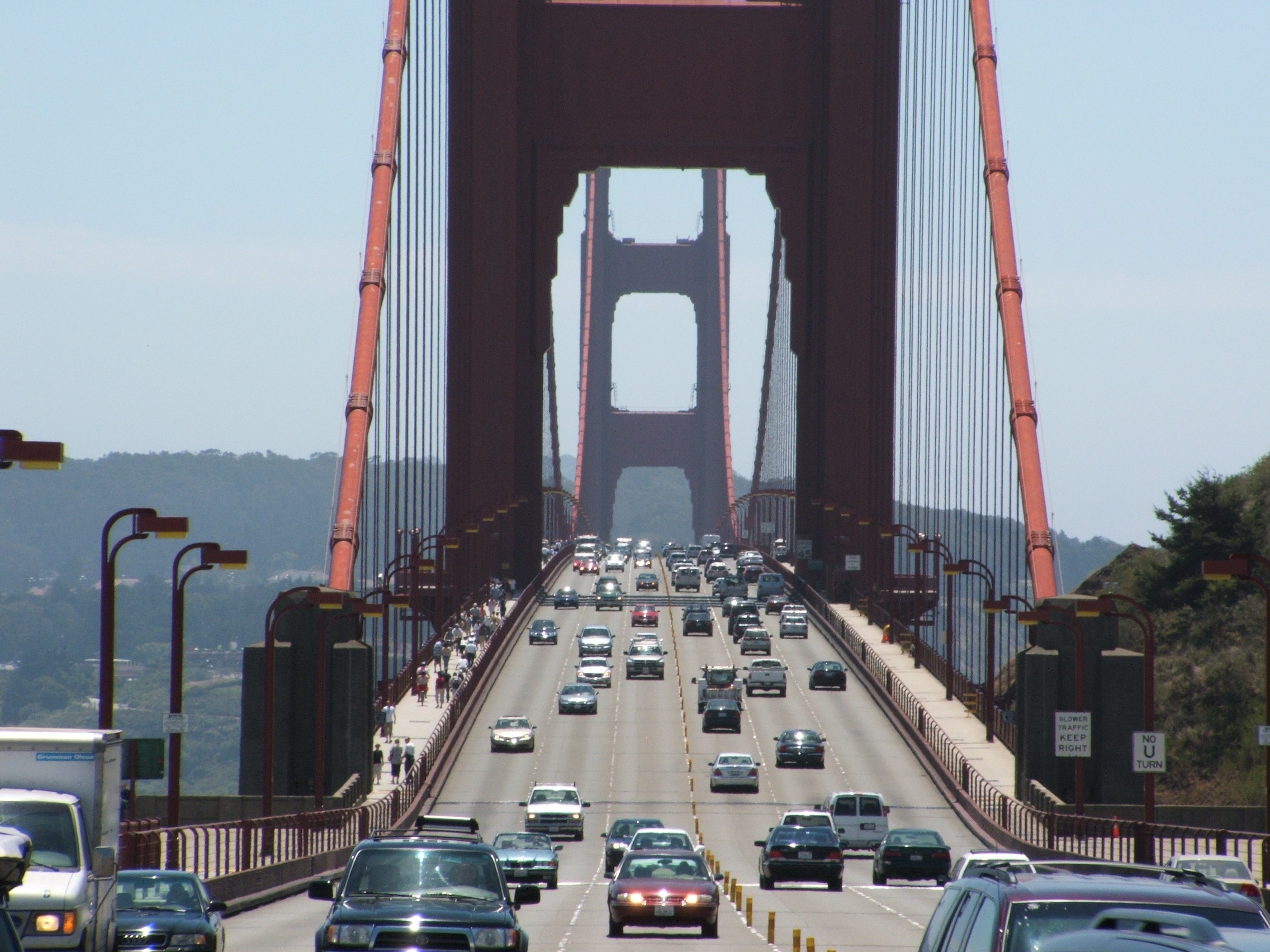
Автомобільний рух по мосту. Посередині видно розділову смугу з жовтих стовпчиків

Міст «Золота Брама» (англ. Golden Gate Bridge) — підвісний міст через протоку Золота Брама. Він з'єднує місто Сан-Франциско на півночі півострова Сан-Франциско і південну частину мису округи Марін, поруч із містом Сосаліто. Місцева визначна пам'ятка й один із символів США. Довжина мосту — 2 737,4 метра, ширина мосту — 27 метрів, довжина основного прольоту — 1280, висота опор — 227,4 метра над водою, товщина головного опорного троса — 90 см. Від проїжджої частини до поверхні води — 67 метрів. Конструкція моста має 1 млн 200 тис. заклепок.

## Історія
Місце майбутнього будівництва знаходилося в сейсмічній області за 20 км від розлому Сан-Андреас і було відкрито хвилям і вітрам Тихого океану, тому до міцності мосту були висунути жорсткіші вимоги, ніж зазвичай.
Проєкт мосту підготував інженер Джозеф Строусс (англ. Joseph Baermann Strauss), а консультантом був архітектор Ірвінг Морроу (англ. Irving Foster Morrow), що використовував у дизайні елементи стилю артдеко. Усі математичні обчислення зробив Чарльз Альтон Еліс (англ. Charles Alton Ellis), який мешкав у Нью-Йорку, але через погані відносини між ним та Джозефом Строуссом, ім'я Еліса не фігурує в будівництві мосту і не згадується на табличці будівельників мосту на південній вежі.
Будівництво мосту почалося 5 січня 1933 року й тривало понад 4 роки. У питанні пофарбування розглянули такі варіанти: запропоновано пофарбувати міст чорною або сірою фарбою; представники бази ВМС наполягали на смугастому чорно-жовтому варіанті — щоб військові кораблі в непогоду й туман могли побачити міст і не зіткнутися з ним. Але будівельники вирішили, що найкраще буде лишити такий же колір, як і антикорозійне покриття — червоно-помаранчевий, що зветься International orange. Червоний і жовтогарячий — кольори, які завжди використовуються при зведенні сталевих конструкцій, тому що ці фарби містять свинцеву компоненту, яка захищає сталь від корозії. Крім того, завдяки цьому кольору міст добре видно в тумані, який часто буває в цій місцевості. Але в мрячну погоду фарба розкладається на елементи, шкідливі для навколишнього середовища. Тому в 1990-х роках міст перефарбували акриловими фарбами.

## Автомобільний рух
Автомобільний рух мостом здійснюється по шести смугах. Кількість смуг у кожен бік змінюється залежно від потоку машин. У будні ранком можна побачити чотири смуги на південь (у місто) і дві смуги на північ (з міста). У вечірню годину пік — навпаки. Уночі відкрито по дві смуги в кожен бік. Розділова смуга — яскраві жовті пластмасові стовпчики, які дуже легко збити та виїхати на зустрічну смугу. Через це обмеження швидкості на мосту — 45 миль на годину (~72 км/год). У середньому раз на рік трапляються аварії, коли машина виїжджає на зустрічну смугу і зіштовхується з зустрічним рухом. У наш час продовжуються розмови про будівництво пересувної розділової смуги, яка б захистила обидві частини мосту від таких аварій.
27 травня 1937 року о шостій годині ранку міст «Золоті Ворота» відкрили для пішоходів. Перші 12 годин він належав тільки їм. Наступного дня за сигналом президента Франкліна Рузвельта з Білого дому на міст в'їхали перші автомобілі.
У 1987 році, коли мосту сповнилося 50 років, відбулося спеціальне святкування. З такої нагоди хотіли перекрити рух по мосту, щоб всі учасники свята могли по ньому пройтися. У неділю, 24 травня 1987 р. під час святкування мостом пройшло приблизно 300 тис. осіб.
З 1 вересня 2002 року плата за перетин мосту автомобілями у південному напрямку була підвищена з 3 до 5 доларів. Рух у північному напрямку безплатний. Пішоходи та велосипедисти можуть перетинати міст безплатно.
18 травня 2004 року, мостом перший раз перебігло оленя, затримавши рух на 20 хвилин. Оленя не заплатило за пробіг по мосту і швидше за все одержить штрафну квитанцію на 273 долари. Фото.

## Самогубства

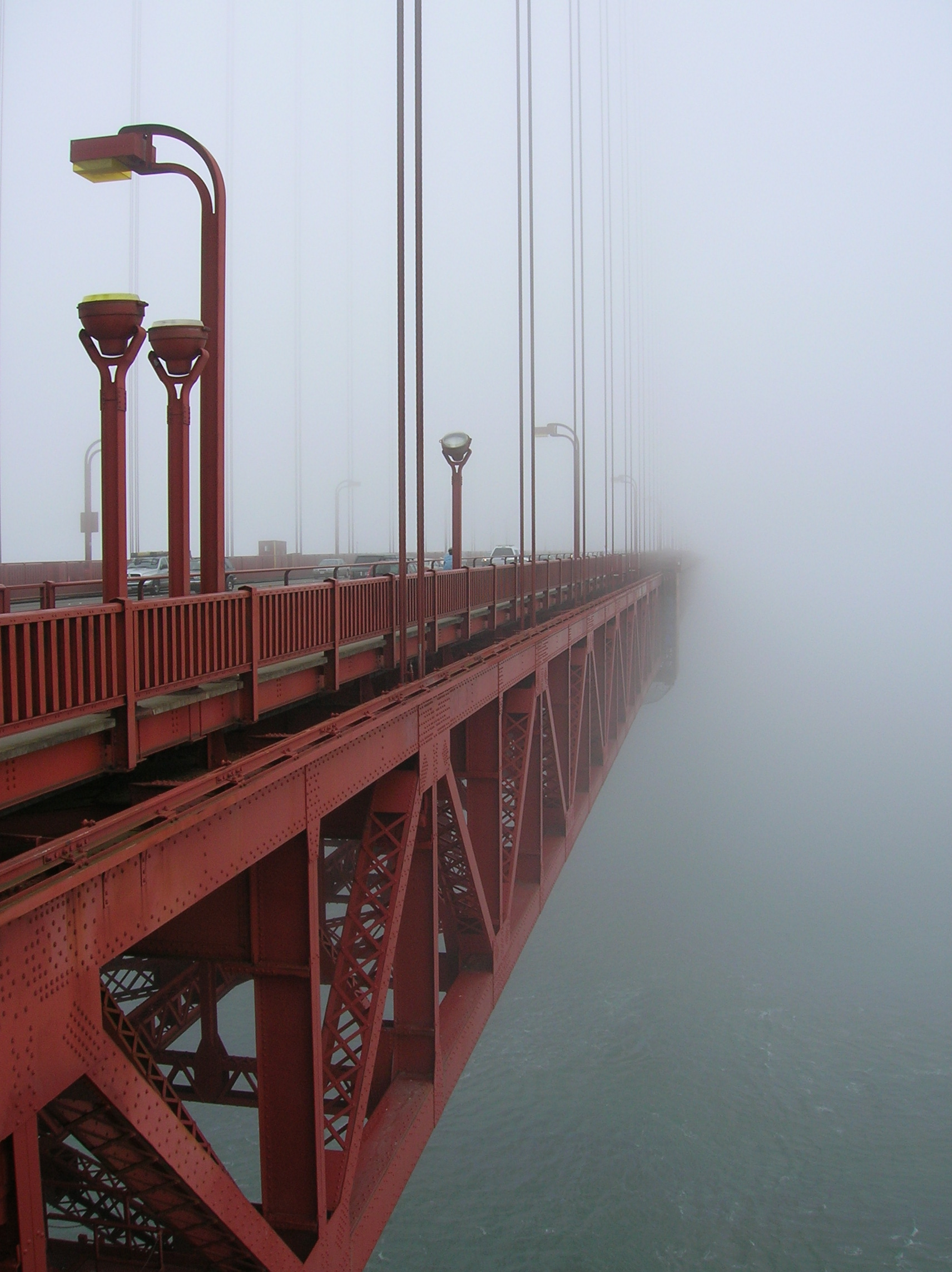
Туман вранці на мосту

Міст «Золота Брама» також відомий як «міст самогубців». У середньому, кожні два тижні хтось закінчує там життя самогубством. За більш ніж сім десятиліть його існування понад 1300 осіб покінчили з життям, кинувшись з нього у воду (офіційний підрахунок було припинено у 1995, коли кількість самогубців досягла 1000). 1995 рік виявився свого роду рекордним (45 самогубців — більше, ніж за будь-які три попередні роки з моменту відкриття). Міст дуже високий, і якщо навіть людина добре плаває і в польоті передумає топитися, усе одно в неї не буде шансів, тому що вона все одно загине від удару об поверхню води. За даними на 2003 рік, з усіх хто стрибнув з мосту вижило лише 26 осіб, отримавши при цьому багато внутрішніх ушкоджень та переломів .
«Золота Брама» — одна з найпопулярніших споруд у світі, де люди вирішують покінчити з життям . Поки психологи шукають відповіді на питання про «суїцидальну популярність» мосту, батьки міста прийняли практичне рішення: організувати посилене патрулювання. Уночі, при невеликому русі, для спостереження за пішоходами вистачає і звичайних поліційних нарядів, але вдень, щоб устежити за тисячами потенційних «клієнтів», організоване приховане патрулювання поліціянтів без уніформи. У результаті за 1996 рік було попереджено кілька десятків самогубств. Багато з врятованих стверджували, що «навіжена думка» ступити в безодню прийшла їм у голову буквально в останню хвилину.
Після терактів 11 вересня 2001 року у відношенні мосту «Золота Брама», який є місцевою визначною пам'яткою й одним із символів США, були введені підвищені заходи безпеки з залученням Національної гвардії. Однак у квітні 2004 року губернатор Каліфорнії Арнольд Шварценеггер з економічних міркувань розпорядився зняти охорону бійців Національної гвардії з мосту «Золоті ворота». Пункти охорони Національної гвардії, які були розміщені на мосту і довкола нього, були ліквідовані. Зараз міст патрулює місцева поліція й охоронні структури, що співпрацюють з нею.
Утім, патрулювання не зняло проблеми: кількість самогубств знизилася, але вони не припинилися. Утім, повністю запобігти самогубствам неможливо, оскільки міст відкритий для автомобілів і пішоходів, які завжди можуть уникнути патруля. У зв'язку з цим, 24 лютого 2005 адміністрація мосту почала будівництво бар'єра, який би перешкоджав самогубцям стрибати з нього. Вартість спорудження бар'єра оцінюється у 2 млн доларів. Суспільна думка поділяється на прихильників бар'єра й тих, хто вважає це марною тратою грошей.

## Галерея

Схема мосту

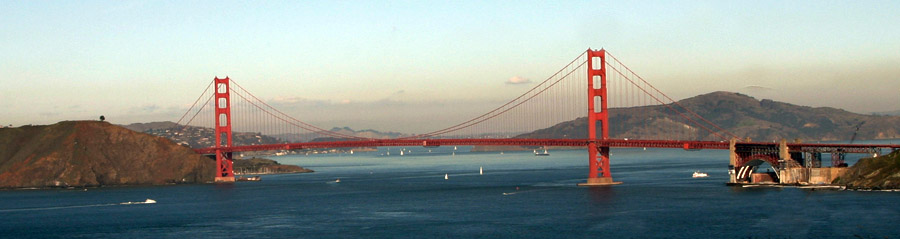
Загальний вигляд мосту